# عفونت قارچی گوش خارجی

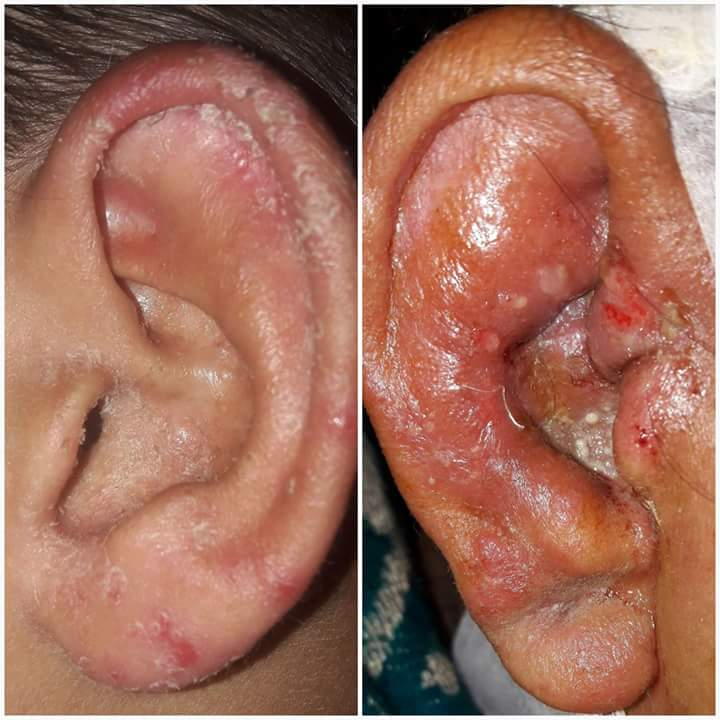
عفونت قارچی گوش خارجی

عفونت گوش خارجی(به انگلیسی: Otomycosis) یک بیماری مزمن گوش خارجی (لاله و مجرای شنوایی گوش) محسوب می‌شود. عامل این بیماری قارچ‌های ساپروفیت هستند که مهم‌ترین آن‌ها آسپرژیلوس نیجر است. البته عوامل دیگری همچون مخمرها و درماتوفیتها (عوامل کچلی) نیز می‌توانند این بیماری را ایجادکنند. این بیماری به علل مختلف از جمله مشکلات آناتومیک گوش مانند تنگی مجرای شنوایی، فروکردن جسم خارجی در گوش و ایجاد زخم در آن و باقی‌ماندن آب در گوش پس از استحمام و شنا ایجادمی‌شود. با مرطوب‌شدن مجرای گوش دو شرایط مطلوب برای زندگی قارچها یعنی رطوبت و تاریکی فراهم می‌گردد و در نتیجه هاگ قارچ در آن تکثیر می‌یابد. این بیماری معروف به بیماری شناگران است.

## اپیدمیولوژی
این بیماری در مناطق گرم و مرطوب شایع است.

## علائم
از علائم آن می‌توان به شوره، خارش، درد، التهاب، قرمزی کانال خارجی گوش، احساس کم‌شنوایی و ناشنوایی به علت تجمع توده قارچی جلوی پرده گوش اشاره کرد. معمولاً پس از مدتی باکتری هم به محل وارد می‌شود.

## درمان
قبل از هرکاری باید نظافت و خشک‌کردن گوش پس از استحمام را جدی بگیریم.
درمان دارویی آن معمولاً به صورت کمپلکس خواهدبود. کوتریموکسازول، جنتامایسین یا پنی‌سیلین برای مقابله با باکتری‌ها. و در مورد قارچ‌ها نیز استفاده از قطره برای داخل گوش و کلوتریمازول، نیستاتین برای خارج گوش تجویز می‌شود. امروزه از اسیداستیک۲٪ استفاده می‌شود چرا که محیط اسیدی مانع رشد قارچ‌ها می‌شود. این درمان به مدت دو ماه روزی دو بار ادامه می‌یابد.
استفاده از قطره کلوتریمازول 2 %.خشک نگه داشتن گوش به وسیلهٔ سشوار 